# Hoplopheromerus brunnescens
Hoplopheromerus brunnescens är en tvåvingeart som beskrevs av Tsacas och H. Oldroyd 1967. Hoplopheromerus brunnescens ingår i släktet Hoplopheromerus och familjen rovflugor. Inga underarter finns listade i Catalogue of Life.